# 金銕洙
金 銕洙（キム・チョルス、朝鮮語: 김철수、1906年12月2日 - 1973年7月3日）は、日本統治時代の朝鮮および大韓民国のジャーナリスト、実業家、政治家。制憲国会議員。

## 経歴
忠清南道扶余郡出身。京城徽文高等普通学校中退。東京正則英語学校、早稲田大学専門部政経科卒。ジャーナリストとして中国の華中地域で歴遊した後、京城評論社社長、忠南興業株式会社専務取締役を経て、朝鮮建国準備委員会扶余郡副委員長、大韓独立促成国民会扶余郡支部副委員長を歴任した。
1973年7月3日、ソウル市城北区の自宅で死去。享年67。